# 마이하마 리조트 라인
마이하마 리조트 라인(일본어: 舞浜リゾートライン 마이하마 리조토 라인[*], 영어: Maihama Resort Line)은 일본의 철도 기업이다. 지바현 우라야스시에서 모노레일 디즈니 리조트 라인을 운영하고 있다. 게이세이 그룹의 철도 사업자로, 오리엔탈랜드 (OLC)의 연결 자회사다.